# Phytoecia marki
Phytoecia marki là một loài bọ cánh cứng trong họ Cerambycidae.